# Maitighar Mandala
El Maitighar Mandala (en nepalí: माइतीघर मण्डला) es un monumento simbólico situado en el corazón de la ciudad de Katmandú, la capital del país asiático de Nepal. Es una "isla" en la intersección de las carreteras de Thapathali, Nueva Baneshwor, Bhadrakali y en la esquina sureste de Singhadurbar, el centro administrativo de Nepal. Constituye un hito importante en el embellecimiento de la ciudad de Katmandú y una obra maestra del arte budista que representa una reliquia. Marca el inicio de una de las principales carreteras de Nepal, Araniko que une Nepal con la vecina China.
El Mandala fue construido en 2001 para la cumbre de la SAARC 11 en Nepal para mostrar la cultura nepalí después de eliminar muchos edificios de tiendas.